# Associação de Pais e Amigos dos Excepcionais

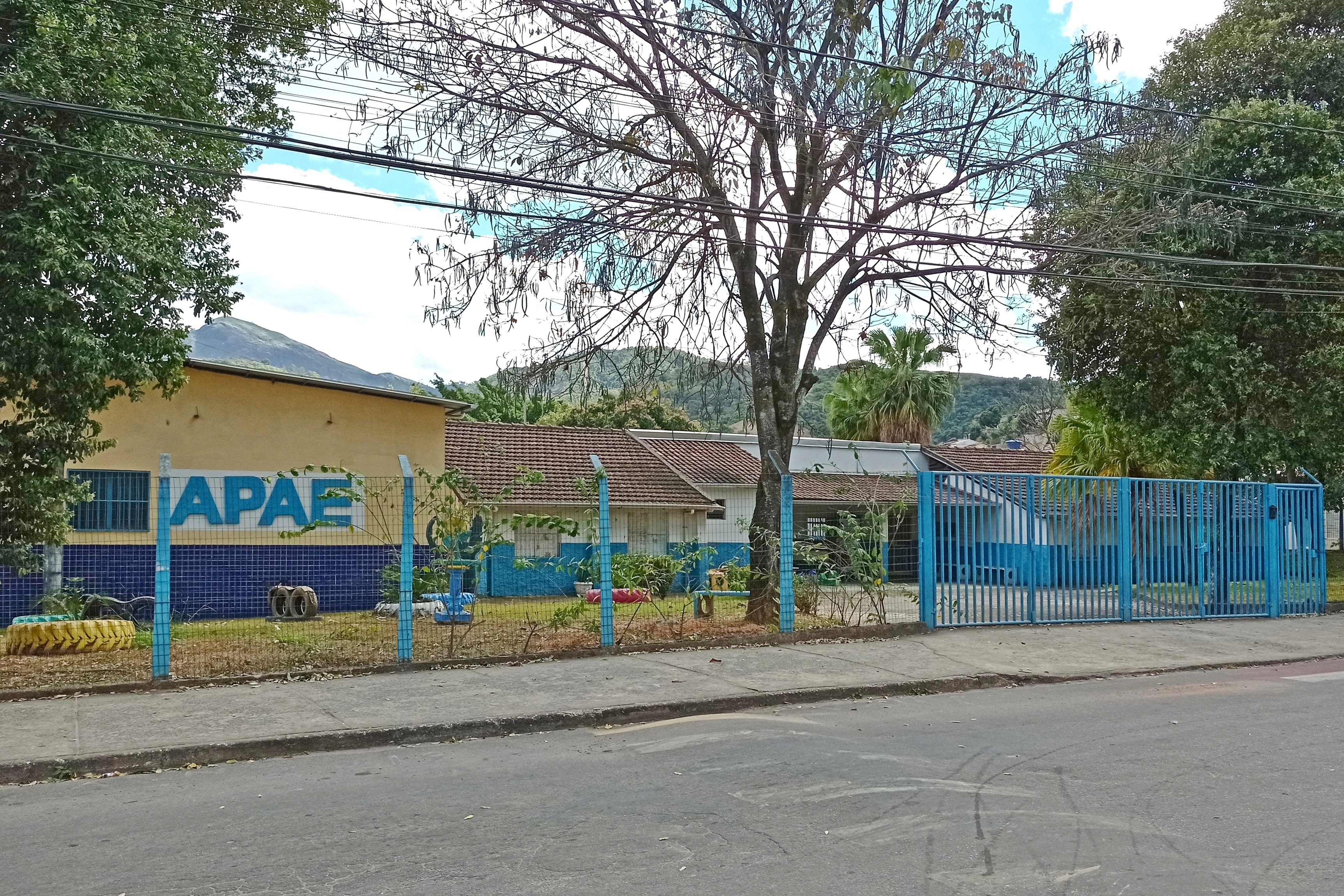
Associação de Pais e Amigos dos Excepcionais (Apae) do bairro Floresta em Coronel Fabriciano, Minas Gerais.

A Associação de Pais e Amigos dos Excepcionais (APAE) é uma sociedade civil, filantrópica, de natureza cultural, educacional e assistencial. Além de pais e amigos dos excepcionais, toda a comunidade pode contribuir na associação. O objetivo das APAEs é promover ações de prevenção, diagnóstico, reabilitação, tratamento e inclusão social de pessoas com deficiência. A instituição oferece educação especial e estrutura para tratamento de deficientes físicos e intelectuais.

## História
O movimento das APAEs foi se ampliando no Brasil, assim contemplando mais estados e cidades do interior, deste modo, de 1954 a 1962 surgiram cerca de dezesseis APAEs no país. No seu primeiro ano a associação atendeu 40 pessoas com deficiência mas atualmente atende cerca de 350 mil pessoas em mais de 2.178 unidades de APAEs e filiadas no Brasil.

## Serviços prestados pela APAE:
A instituição oferece uma extensa variedade de serviços para pessoas com deficiência intelectual, múltipla ou autismo e suas famílias, tais como:
- Atendimento educacional especializado: inclui escolas especiais, salas de recursos com profissionais especialistas e atividades de educação inclusiva em escolas regulares.
- Atendimento social: Oferece assistência social para as famílias, contando com programas de assistência financeira, orientação e apoio psicossocial.
- Atendimento em saúde: atendimento médico, fisioterapeuta, fonoaudiólogo, terapeuta ocupacional, psicólogo e outros profissionais. Buscando oferecer melhoria na qualidade de vida das pessoas com deficiência.
- Atendimento esportivo e cultural: Propõe atividades esportivas e culturais para pessoas com deficiência, buscando a integração e inclusão social das pessoas com deficiência.
- Atendimento jurídico: Disponibiliza suporte jurídico para a defesa dos direitos das pessoas com deficiência, incluindo orientação e assistência legal.[1]

## Atendimento Educacional: Níveis e Modalidades de Ensino Ofertados nas Escolas da Rede APAE
Nas escolas da Rede Apae é ofertada a educação básica, assim contemplando a educação infantil, ensino fundamental I e II e Educação de Jovens Adultos (I fase). Além disso, oferece também educação especial para o trabalho.
Levando em consideração a autonomia e realidade de cada rede de ensino, sugere-se que organizem o atendimento da seguinte maneira: 

### Educação Infantil
- Educação Precoce: 0 a 3 anos- O objetivo é um planejamento mais sistemático com o intuito de estimular as crianças nos primeiros anos de vida de maneira a observar os possíveis atrasos no desenvolvimento. Além de proporcionar experiências e desenvolvimento ao aluno.
- Pré escola: 4 e 5 anos - O objetivo é continuar o trabalho educacional que iniciou-se na etapa anterior, dessa maneira estimula-se as áreas que exigem reforço, aumentando as aquisições dos alunos nos aspectos: motor, sensório-motor, cognitivo, linguagem, emocional e social. Aborda também o desenvolvimento de habilidades sociais a fim de preparar os alunos para a educação formal e sistemática capacitando-os a se relacionar em grupo.

### Ensino Fundamental
- 1º ao 5º Ano- Ofertamos recursos e estratégias que atendam às necessidades individuais estimulando-as de acordo com suas potencialidades, com o objetivo de desenvolver a autonomia e independência nas habilidades básicas de maneira funcional.[7]

- Ensino fundamental fase II: 15 anos à 29 anos- Educação de Jovens e Adultos e Educação para o trabalho que busca preparar e inserir os alunos no mercado de trabalho, assegurando-os os seus direitos.